# Jane Finch
Jane Finch (Reino Unido, 8 de noviembre de 1957), también llamada Jane Colebrook, es una atleta británica retirada especializada en la prueba de 800 m, en la que consiguió ser subcampeona mundial en pista cubierta en 1985.

## Carrera deportiva
En el Campeonato Europeo de Atletismo en Pista Cubierta de 1977 ganó la medalla de oro en los 800 metros, con un tiempo de 2:01.12 segundos, por delante de la búlgara Totka Petrova y la polaca Elżbieta Katolik.
En los Juegos Mundiales en Pista Cubierta de 1985 ganó la medalla de plata en los 800 metros, con un tiempo de 2:04.71 segundos, tras la rumana Cristieana Cojocaru y por delante de otra rumana Mariana Simeanu (bronce con 2:05.51 segundos).